# Mario Ferrero
Mario Ferrero (vollständiger Name Pietro Mario Ferrero oder Mario Giacomo Ferrero; * 12. März 1903 in Turin; † 26. April 1964 ebenda) war ein italienischer Fußballspieler, der während seiner aktiven Laufbahn für Juventus Turin und die SG Sampierdarenese in der höchsten italienischen Spielklasse auflief.

## Karriere
Pietro Ferraro war während seiner Profikarriere von 1926 bis 1934 für Juventus Turin und 1934 bis 1935 für die SG Sampierdarenese aktiv. Dabei konnte er mit Juventus fünf italienische Meisterschaften erringen. In den Spielzeiten 1930/31, 1931/32, 1932/33 und 1933/34 gewann er mit den Turinern unter Trainer Carlo Carcano den Scudetto vier Mal in Folge und war somit Teil der damaligen Mannschaft, die als Quinquennio d’Oro in die Geschichte einging. Im Jahr 1934 verließ er den Verein und lief eine Spielzeit für den Ligakonkurrenten SG Sampierdarenese aufs Spielfeld, bei dem er 14 Ligapartien absolvierte.
Ferraro starb im April 1964 im Alter von 61 Jahren in seiner Heimatstadt Turin und liegt auf dem dortigen Cimitero monumentale begraben.

## Erfolge
- Italienischer Meister: 1925/26, 1930/31, 1931/32, 1932/33, 1933/34